# Lars Karlsson

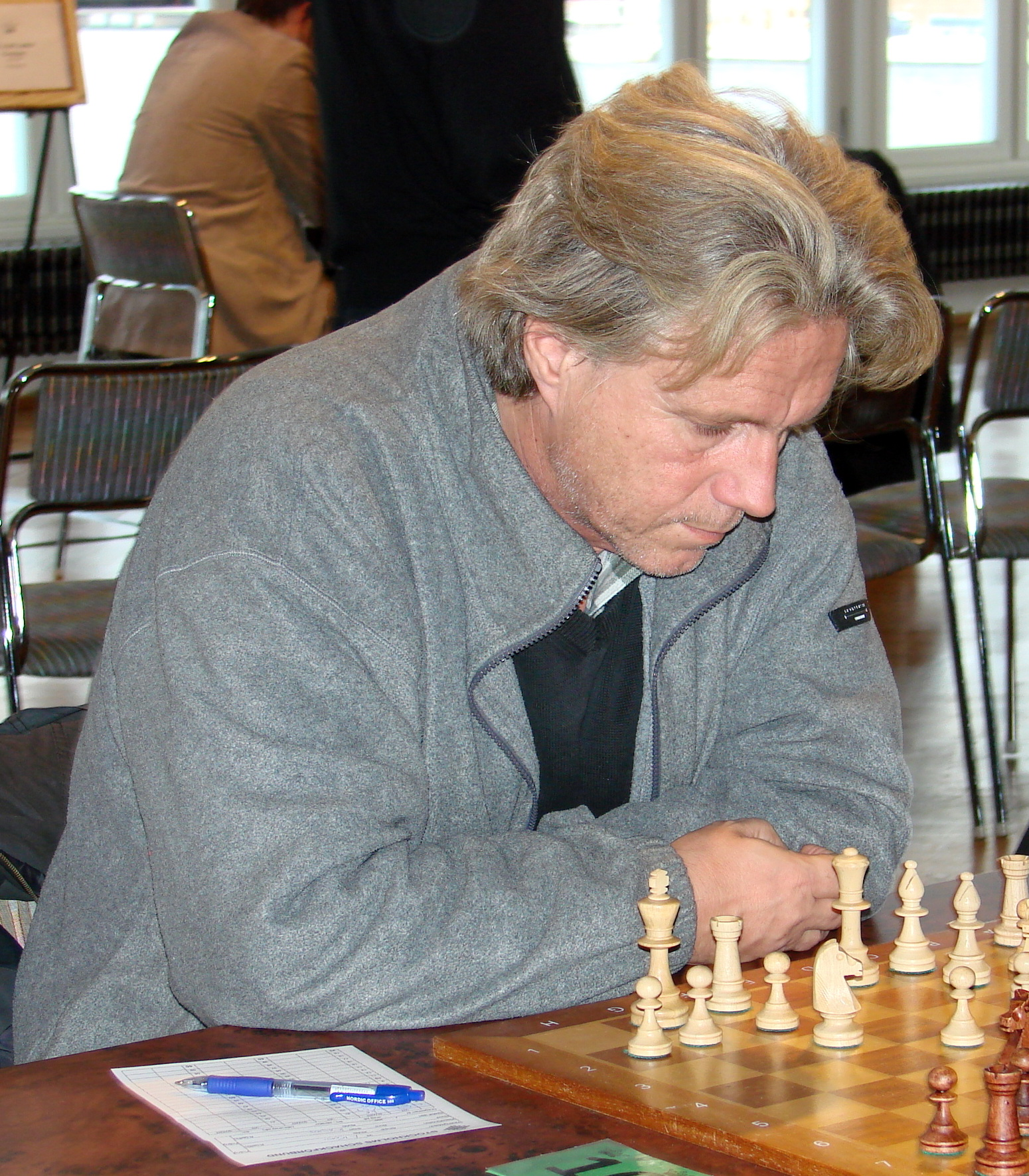
Lars Karlsson, Rilton Cup 2009/10

Lars Karlsson (Stockholm, 11 juli 1955) is een Zweedse schaker. In 1982 werd hij FIDE-grootmeester. Hij won een aantal toernooien, waaronder het grote toernooi te Hastings in 1983.